# Ghost Town (gruppo musicale)
I Ghost Town sono un gruppo musicale statunitense formatosi a Hollywood, Los Angeles, in California, nel 2012.
La loro musica è stato descritta da AllMusic come un misto di pop, metal e vari generi di musica elettronica, primi fra tutti EDM e dubstep.

## Formazione

### Formazione attuale
- Kevin "Ghost" McCullough – voce (2012-presente)
- Alix "Monster" Koochaki – chitarra, voce secondaria (2012-presente)
- Manny "MannYtheDrummeR" Dominick – batteria, percussioni (2012-presente)

### Ex componenti
- Evan Pearce – tastiera, sintetizzatore, campionatore (2012-2015)

## Discografia

### Album in studio
- 2013 – Party in the Graveyard
- 2014 – The After Party
- 2015 – Evolution

### EP
- 2013 – Bare Bones
- 2016 - Tiny Pieces
- 2018 - In the Flesh

### Singoli
- 2012 - Game Freak
- 2012 -  Zombie Girl
- 2012 - Ghost in the Machine(featuring Chris Shelley)
- 2012 - Monster
- 2014 - Trick or Treat Part 2
- 2015 - Spark
- 2015 - Mean Kids
- 2015 - Loner
- 2015 - Out Alive
- 2016 - These Illusions Are My Latest Addiction
- 2016 - American Outcast
- 2016 - Paranormal Love
- 2016 - Fan Girl
- 2016 - Tiny Pieces
- 2016 - Find Myself
- 2017 - Twin Flame
- 2017 - Low
- 2017 - Broken
- 2017 - You Don't Know Me
- 2017 - Heroin
- 2017 - Hell
- 2018 - Modern Tragedy